# 太祖大戰瑪爾墩
「太祖大戰瑪爾墩」は、建州女直酋長ヌルハチ (後の清太祖) が薩木占サムジャンらを馬兒墩マルドゥンの城塞で破った戦役。

## 経緯

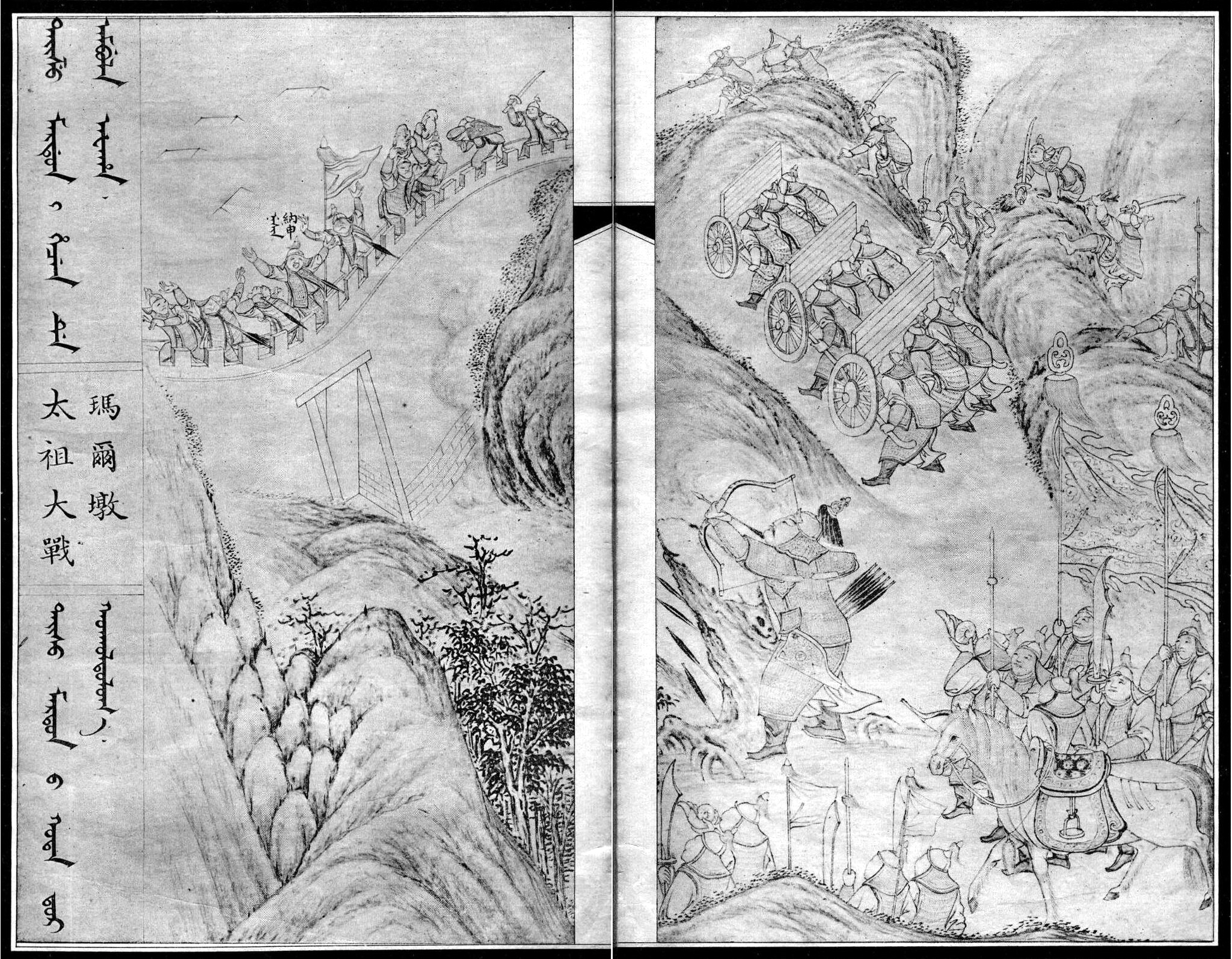
左上：ネシン/ 右中央寄り：ヌルハチ (『滿洲實錄』巻1「太祖大戰瑪爾墩」)

### 伏線
明万暦12年1584旧暦正月にヌルハチの軍が兆佳ジョォギャ城を攻略した頃、ヌルハチ継母ハダ･ナラ氏 (父タクシ庶妻) の弟・薩木占サムジャンは、ヌルハチ大伯父ソオチャンガ三祖の子・龍敦ロンドンに「爾なむぢが妹、今吾が家に在り。爾宜く吾と與に合謀すべし」(妹を人質にとった、協力せよ) と脅され、群衆を率いてヌルハチの妹婿エフ・噶哈善哈思虎ガハシャン･ハスフを待ち伏せし、殺害した。
それを知ったヌルハチは、身内の者を集めてガハシャンの遺体を回収しにいこうとしたが、諸部族の郎党はロンドンと密通していた為、誰も同行しようとせず、ヌルハチは側近数人を連れて強行した。その時、尼麻喇ニマラン城に住むヌルハチの族叔父・稜敦レンデン(ヌルハチ大叔父ボオランガの子) は逸るヌルハチを制止して曰く、諸部族がヌルハチの味方なら妹婿エフが殺されるはずはなく、殺されたということはヌルハチを嵌めるための罠であると。しかしヌルハチは制止を振り切ると、鎧甲を着、馬に跨り、城の南の横岡ヘトゥアラにのぼった。そこで弓を彎ひきまかない、馬を馳せ、城内に向かって怒鳴った。「吾を害さむとする者有らば速かに出でよ。」これを聞いたものはみな怖気づき、誰も名のり出るものはいなかった。ヌルハチはガハシャンの遺体を回収すると、宮に搬び込ませ、自らの冠履と衣服を賜って手厚く葬った。

### 闖入者
その後も何者かによるヌルハチへの襲撃は続き、同年4月の或る夜更け、寝ていたヌルハチは門の外の足音に気づいて目を醒ました。ヌルハチは子供らを匿すと、刀と弓矢をもち、夜闇の中、こっそりと外へ出、煙突のところまで行ってその蔭に潜んだ。暫くすると、突然雷光が夜闇を照らし、煙突に忍び寄っていた敵が図らずも姿を現した。ヌルハチは咄嗟に刀で峰打ちし、倒れたところを家来に捕縛させた。家来の洛漢ロォハンは、なぜ殺さず縛るのかと訊いた。ヌルハチの考えでは、この賊の背後には必ず誰か首謀者がいて、実行犯を殺せば首謀者がそれを出汁に報復措置にでるはずで、多勢で攻め込まれれば勝ち目はない。そこでヌルハチは、わざと恍けて「爾牛を盜みに來たるに非ずや」(牛を盗みにきたのだろう) と敵に尋ねた。敵はヌルハチに合わせて牛を盗みに来たと答えたが、ロォハンは承服しない。しかしヌルハチは「やっぱりそうだ」と押し切り、放してやった。
翌5月、またも或る夜更け、一人の婢女が就寝せず、篝火を焚いて傍にこしかけていた。目を醒ましたヌルハチは、その火がパッと光ったり消えたりを繰り返しているのを怪しく思い、すぐさま常服の下に短甲 (丈の短い鎧甲) を着込み、刀と弓をもって、厠にむかうふりをして外へ出た。漆黒の闇で目が利かない中、中庭の門脇の籬まがきがかけたあたりを凝視していると、誰かが息を殺して内部の様子を窺っていた。ヌルハチは弓の弦を張って待ち構え、俄に賊が迫ってきたところで矢を放ったが、矢は躱した賊の肩あたりの服を翳めた。驚いた賊は逃げようとしたが、すかさず放った矢がその脚を貫通し、倒れたところをヌルハチは峰打ちで気絶させ、捕縛させた。賊は義蘇イスと名のった。ヌルハチはここでも自軍が兵の数で劣ることを懸念した。殺せば首謀者に報復の理由を与えることになり、大勢で攻められれば物資を掠奪され、物資がなくなれば兵を養えなくなって離叛につながる。離叛されれば最後、敵を防ぐことはできなくなる。結局、賊イスは釈放された。

### 戦闘
翌6月、ヌルハチはガハシャンの仇・納木占ナムジャン、薩木占サムジャン、訥申ネシン、萬濟漢ワンジガンを征討すべく、兵400を率いて馬兒墩マルドゥン寨に侵攻した。マルドゥンの城塞は峻険とした山の頂に築かれていた。ヌルハチは車楯を三基導入したが、隘路に阻まれ、縦一列に前後して行進せざるを得なかった。路は城塞に近づくほどに狭くなった。砦の真下に寄ると、上から石や丸太などが投げ落とされ、一基目の車楯が使い物にならなくなり、続いて第二基も破壊された。
兵士が苦戦していたところ、ヌルハチは城塞の下、十歩餘りのところにある二尺餘りの木を楯に一矢を放った。矢はネシンの頭に命中し、耳を貫いた。ヌルハチはさらに立て続けに四人に命中させ、敵兵が退いたところで、少し距離をとりつつ城塞を包囲させた。そして、汲道 (水汲み場に通ずる路) を絶たれた城塞に連日攻撃し続け、四日目の夜、崖を登攀して攻め入ったヌルハチ軍によってマルドゥン要塞は陥落した。ネシンとワンジガンは界凡ジャイフィヤンへ逃れた。

## 脚註

### 典拠
1. 1 2  “甲申歲萬曆12年1584 1月1日段282”. 太祖高皇帝實錄. 1
2. 1 2  “諸部世系／滿洲國／甲申歲萬曆12年1584 1月段23”. 滿洲實錄. 1
3. ↑  “嘉木湖地方伊爾根覺羅氏”. 八旗滿洲氏族通譜. 12
4. ↑   柳邊紀略. 1
5. ↑  “諸部世系／滿洲國／甲申歲萬曆12年1584 4月段24”. 滿洲實錄. 1
6. ↑  “甲申歲萬曆12年1584 4月1日段284”. 太祖高皇帝實錄. 1
7. ↑  “諸部世系／滿洲國／甲申歲萬曆12年1584 5月段25”. 滿洲實錄. 1
8. ↑  “甲申歲萬曆12年1584 5日1日段286”. 太祖高皇帝實錄. 1
9. 1 2  “甲申歲萬曆12年1584 6月1日段288”. 太祖高皇帝實錄. 1
10. 1 2  “諸部世系／滿洲國／甲申歲萬曆12年1584 6月段26”. 滿洲實錄. 1

### 註釈
1. ↑  註釈：『八旗滿洲氏族通譜』巻12「嘉木湖地方伊爾根覺羅氏」では「征馬爾屯山寨陣亡。贈雲騎尉。」としていて、その死をマルドゥン戦のきっかけとする『清實錄』の書き方とは異なる。[3]
2. ↑  註釈：『柳邊紀略』巻1に「……景祖居祖居黑圖阿喇、即今之興京也。包朗阿居尼麻喇。寶實居章甲。近者相距五里。遠者二十里。」とある。[4]またレンデンはヌルハチ大叔父・包朗阿ボオランガの子。
3. ↑  註釈：『滿洲實錄』には「令后故意如厠。太祖緊隨、以后體蔽己身、潛伏於煙突側、后即回室」(后に厠へ行かせ、后の背後にぴったりとくっいて、后の身体で自らの身体を匿し、煙突の側に潜伏して、后は宮へ戻った) とあるが、『太祖高皇帝實錄』にはみられない。
4. ↑  註釈：『太祖高皇帝實錄』は「大牌三」、『滿洲實錄』は「戰車三輛」。「牌」は「楯牌」の意で、「大牌」は大型の盾の意だが、隘路で並行して進めないほどとなると人間の力ではもちあげられないはずの為、ここでは車輪がついた可動式の大盾とした。『滿洲實錄』の挿絵にも描かれている。
5. ↑  註釈：訥申ネシンはヌルハチの矢が頭部に貫通したはずだが、城を捨てて逃げたとあり、清實錄の巻2にも登場することから、絶命はしていない。

## 文献

### 實錄
＊中央研究院歴史語言研究所
『清實錄』
- 編者不詳『滿洲實錄』乾隆46年1781 (漢) 
  - 『ᠮᠠᠨᠵᡠ ᡳ ᠶᠠᡵᡤᡳᠶᠠᠨ ᡴᠣᠣᠯᡳmanju i yargiyan kooli』乾隆46年1781 (満) ＊今西春秋訳版
    - 今西春秋『満和蒙和対訳 満洲実録』刀水書房, 昭和13年1938訳, 1992年刊
- 覚羅氏勒德洪『太祖高皇帝實錄』崇徳元年1636 (漢)

### 史書
- 稻葉岩吉『清朝全史』上巻, 早稲田大学出版部, 大正3年1914
- 趙爾巽『清史稿』清史館, 民国17年1928 (漢) ＊中華書局版
- 孟森『清朝前紀』民国19年1930 (漢) ＊商務印書館版

### Web
- 栗林均「モンゴル諸語と満洲文語の資料検索システム」東北大学
- 「明實錄、朝鮮王朝実録、清實錄資料庫」中央研究院歴史語言研究所 (台湾)